# Zaak-Laura Dekker
De zaak Laura Dekker ontstond medio 2009 in Nederland toen een dertienjarig meisje, Laura Dekker, het plan opvatte om als jongste zeiler ooit een solozeiltocht om de wereld te gaan maken. In juli 2010 werd de zaak afgesloten. Op 4 augustus van hetzelfde jaar begon ze aan haar zeiltocht.

## Laura Dekker
De zaak draait om Laura Dekker (Nieuw-Zeeland, 20 september 1995): een Nederlandse solozeilster met de wens om alleen de wereld rond te zeilen. Zij werd geboren op een boot in de haven van Whangarei, Nieuw-Zeeland tijdens een wereldreis van haar ouders. Haar vader heeft de Nederlandse nationaliteit, haar moeder de Duitse. Dekker heeft hierdoor de Nederlandse, de Duitse en de Nieuw-Zeelandse nationaliteit. Haar eerste vier levensjaren verbleef zij met haar ouders op een schip op zee. 
Op haar zesde kreeg Dekker een eigen zeilboot van het type Optimist. Op haar tiende kreeg ze een Hurley 700. Op haar tiende en elfde zeilde Dekker in de schoolvakantie zes weken lang in haar eentje door Nederland en op haar twaalfde zeven weken over de Waddenzee en de Noordzee.
In mei 2009 maakte Dekker in haar zeilboot een solo oversteek van Maurik naar Lowestoft in het Verenigd Koninkrijk. De havenautoriteiten vroegen haar vader om haar op de terugweg te begeleiden omdat ze de tocht voor een 13-jarige te gevaarlijk vonden. Tot de aankomst van haar vader verbleef Dekker een paar uur in een Brits kindertehuis. Toen haar vader was gearriveerd liet hij haar alsnog alleen met haar boot terug naar Nederland vertrekken.

## Juridische strijd

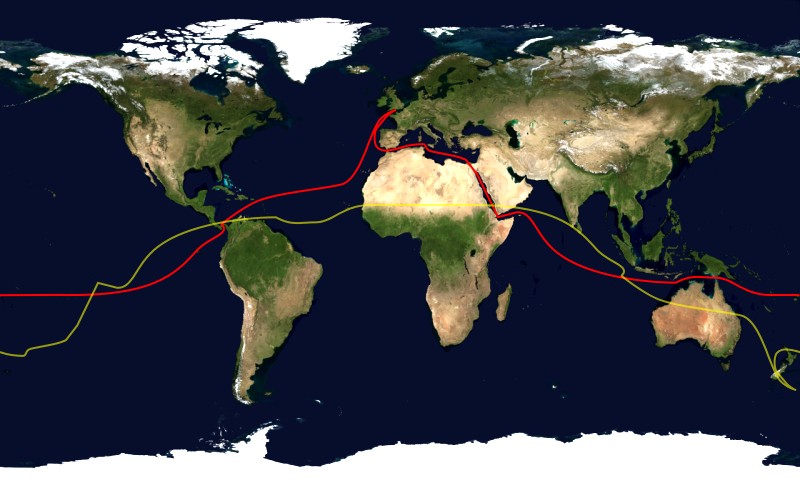
Meest gebruikelijke circumnavigatie en globaal de geplande route van Laura Dekker (in westelijke richting).
Antipodes van de rode route.

In augustus 2009 maakte Laura in een interview in het Algemeen Dagblad bekend van plan te zijn om een solozeiltocht om de wereld te gaan maken als jongste solozeiler ooit. Deze onthulling deed een hoop stof opwaaien, mede doordat het plan niet werd verboden door haar ouders. Een verzoek om gedurende de reis onderwijs te volgen aan de Wereldschool werd door een leerplichtambtenaar van haar woonplaats Wijk bij Duurstede afgewezen. Daarnaast maakte de leerplichtambtenaar melding van de zaak bij Bureau Jeugdzorg. Staatssecretaris Marja van Bijsterveldt van Onderwijs, Cultuur en Wetenschap steunde de zienswijze van de leerplichtambtenaar.
De Raad voor de Kinderbescherming stelde een onderzoek in. De Raad voor de Kinderbescherming vond het plan onverantwoord en diende op 20 augustus 2009 bij de rechtbank Utrecht een verzoek in de ouders tijdelijk in de uitoefening van het gezag over Dekker te schorsen en Bureau Jeugdzorg te belasten met de voorlopige voogdij en tevens Dekker tijdelijk uit huis te plaatsen. Als alternatief voor de tijdelijke overdracht van de voogdij naar Bureau Jeugdzorg werd subsidiair verzocht om een tijdelijke ondertoezichtstelling.
De uitspraak van de rechtbank in Utrecht, op 30 augustus 2009, luidde dat Dekker niet meteen op wereldreis mocht gaan. Het verzoek om de voogdij tijdelijk aan Bureau Jeugdzorg toe te wijzen en het verzoek om Dekker tijdelijk uit huis te plaatsen werden afgewezen. De ouders behielden dus de ouderlijke macht over Dekker. De rechter motiveerde deze afwijzing met de constatering dat het enkele feit, dat Bureau Jeugdzorg de risico's van de reis anders inschat dan de vader, de vader geen "slechte ouder" maakte. Wel plaatste de rechtbank Dekker voor twee maanden onder toezicht van Bureau Jeugdzorg. De rechtbank gebruikte deze periode om door een onafhankelijk kinder- en jeugdpsycholoog het ontwikkelingsniveau van Dekker te laten onderzoeken. Doel van het onderzoek was te bekijken of Dekker in staat was om via zelfstudie de derde en vierde klas van de havo te voltooien. De rechter oordeelde dat er geen principieel bezwaar bestaat tegen het zonder toezicht van een volwassene volgen van onderwijs aan de Wereldschool. Daarnaast kreeg de psycholoog de opdracht om het verweer van de vader, dat Dekker sociaal en psychologisch al voldoende ontwikkeld was om de soloreis aan te kunnen, te onderzoeken. In plaats van de gebruikelijke drie maanden legde de rechter de voorlopige ondertoezichtstelling op voor twee maanden, met als motivatie dat, indien uit de onderzoeken zou blijken dat de reis voor Dekker geen ernstige ontwikkelingsbedreiging opleverde, er verder geen wettelijke grondslag zou zijn om door middel van een ondertoezichtstelling de reis te beletten.
Tegelijkertijd met deze rechtszaak diende Dekker, die behalve de Nederlandse ook de Duitse en de Nieuw-Zeelandse nationaliteit heeft, op 24 augustus 2009 een verzoek in bij de gemeente Wijk bij Duurstede om uitgeschreven te worden uit het bevolkingsregister omdat ze zich in Nieuw-Zeeland wilde vestigen. Enkele dagen later, op de dag van de uitspraak, maakte de gemeente bekend haar nog niet uit te willen schrijven.
In een interview met de Volkskrant verklaarde Dekkers moeder het niet eens te zijn met de plannen van haar dochter en dat zij na eerdere aarzeling besloten had zich tegen de plannen te verzetten. Zij verklaarde van mening te zijn dat haar dochter zeiltechnisch wel in staat was de reis te volbrengen, maar nog niet volwassen genoeg om de sociale en psychologische aspecten van de soloreis te hanteren.
Op 30 oktober 2009 werd de ondertoezichtstelling verlengd tot 1 juli 2010. Daarmee werd uitvoering van Dekkers plannen op korte termijn door de rechter voorkomen. De Raad voor de Kinderbescherming stelde in deze procedure dat de voorgenomen reis naar zijn oordeel een ernstige bedreiging vormde voor de cognitieve, sociale, emotionele en identiteitsontwikkeling van Dekker. De rechtbank volgde het oordeel van de Raad ten aanzien van de ernstige bedreiging van de cognitieve ontwikkeling met name omdat er op het moment van de uitspraak geen concrete afspraken gemaakt waren met Wereldschool voor het te volgen programma. De rechtbank volgde daarentegen niet het oordeel van de Raad ten aanzien van de risico's met betrekking tot de sociale, emotionele en identiteitsontwikkeling. Daarnaast werd door de Raad aangevoerd dat de reis ernstige bedreigingen opleverde voor de fysieke veiligheid van Dekker. De rechtbank volgde hierin het oordeel van de Raad. De beperkte solozeilervaring van Dekker, onvoldoende kennis en vaardigheden op het gebied van EHBO, en gebrek aan vaardigheden met betrekking tot slaapmanagement waren voor de rechtbank doorslaggevend in haar oordeel, dat een vertrek op korte termijn onverantwoorde risico's op zou leveren en een ondertoezichtstelling derhalve een geëigende maatregel was. De rechter stelde tevens in de uitspraak dat de Raad te zijner tijd verlenging van de maatregel kan aanvragen. Daartegenover stelde de rechtbank dat Dekker en haar ouders voor 1 juli 2010 opheffing van de maatregel konden aanvragen, indien zij in tegenstelling tot de Raad uitvaren voor die datum verantwoord achtten.
Op 22 december 2009 werd door Bureau Jeugdzorg Utrecht (BJU) bij de Rechtbank Utrecht opnieuw een verzoek tot uithuisplaatsing ingediend. Dit verzoek werd ingediend kort nadat Dekker van 17 tot 20 december vermist was en naar uiteindelijk bleek zelfstandig naar Sint-Maarten was gereisd. In een persbericht op 21 december zinspeelde BJU al op de mogelijkheid een dergelijke maatregel te nemen. Het verzoekt tot uithuisplaatsing kwam aanvankelijk niet tot een inhoudelijke behandeling vanwege een wrakingsverzoek ingediend door P. de Lange, de advocaat van Dekker en haar ouders. De advocaat voerde zes wrakingsgronden aan die hem aanleiding hadden gegeven te twijfelen aan de objectiviteit van de drie behandelende rechters, die ook verantwoordelijk waren voor de eerdere uitspraken in deze zaak. Het wrakingsverzoek werd afgewezen. In contact met de pers werd door de advocaat aangegeven dat verslechterde schoolprestaties en spijbelen de aanleiding vormden voor het verzoek tot uithuisplaatsing. Het verzoek van Bureau Jeugdzorg werd door de rechtbank afgewezen. De rechtbank wees er in haar uitspraak op dat de ondertoezichtstelling verband hield met de Dekkers solozeilplannen. Tevens verwees de rechtbank naar de moeizame samenwerking tussen BJU en de vader bij de voorbereiding van haar reis. Gedurende de zitting werden hierover nieuwe afspraken gemaakt.
Op 4 mei 2010 wees het Gerechtshof Arnhem het hoger beroep ingesteld tegen de beschikkingen van de rechtbank Utrecht af. Op 17 juni 2010 verlengde de Rechtbank Middelburg (Dekker was inmiddels naar Zeeland verhuisd) de ondertoezichtstelling met één maand, ingaande 1 juli 2010. Op 27 juli besloot de Rechtbank Middelburg de ondertoezichtstelling te beëindigen. Naar het oordeel van de rechtbank waren er voldoende maatregelen genomen ten aanzien van risico's op het gebied van de cognitieve ontwikkeling en fysieke veiligheid van Dekker. De rechtbank was van mening dat er nog steeds sprake is van bedreigingen betreffende de sociale en psychologische ontwikkeling van Dekker. De beide ouders van Dekker hadden expliciet te kennen gegeven geen vertrouwen te hebben in toezichthoudende instanties en waren niet van plan samen te werken met deze instanties. Dit zorgde ervoor dat de rechtbank niet verwachtte dat een verlenging van de ondertoezichtstelling zou leiden tot het wegnemen van de bovengenoemde bedreigingen.

2.5.11

Gelet op het voorgaande wijst de rechtbank het verzoek van de Raad tot verlenging van de ondertoezichtstelling af. Met deze beslissing ligt de verantwoordelijkheid voor de jeugdige weer waar deze hoort, namelijk bij de ouders. Het is de verantwoordelijkheid van de ouders om de jeugdige de zeilreis wel of niet te laten maken.

Bureau Jeugdzorg gaf te kennen niet in beroep te gaan tegen deze uitspraak. Dekker is op 4 augustus vanuit het Zeeuwse Den Osse onder begeleiding van haar vader naar de startplaats Portugal vertrokken.

## Trivia
- De term "Zeilmeisje", zoals Laura in de vele media rondom haar zaak werd aangeduid, eindigde als zevende in de verkiezing van het Woord van het Jaar 2009.[23]
- In oktober 2010 is er een boek verschenen over Dekker en "haar gevecht met Bureau Jeugdzorg en de Raad voor de Kinderbescherming". Het boek Zeilmeisje Laura Dekker - Mijn Verhaal werd geschreven door de oma van het meisje, Riek Dekker. Volgens uitgeverij De Alk & Heijnen is de zeilster akkoord gegaan met het verhaal zoals het in dit boek is weergegeven[24][25].